# 237 км (колійний пост)
237 км — залізничний колійний пост Полтавської дирекції Південної залізниці на електрифікованій лінії Ромодан — Полтава-Південна між станціями Миргород (4,6 км) та Милашенкове (4,3 км). Розташований у Миргородському районі Полтавської області.

## Історія
Колійний пост 237 км відкрито 2007 року на вже існуючій лінії Київ — Полтава, яка була відкрита у 1901 року та електрифікована змінним струмом (~25 кВ) у 2000 році.
Має виключно технічне значення, операції здійснюються за літерою Х, тому приміські поїзди прямують через колійний пост без зупинок. У розклад руху приміських поїздів не внесений.